# Балтарович Михайло
Балтарович Михайло (1850, м. Глиняни, Перемишлянський повіт, Королівство Галичини та Володимирії, Австро-Угорщина – 1933, м. Золочів) – суддя, адвокат, громадсько-політичний діяч, державний повітовий комісар ЗУНР. 

## Життєпис

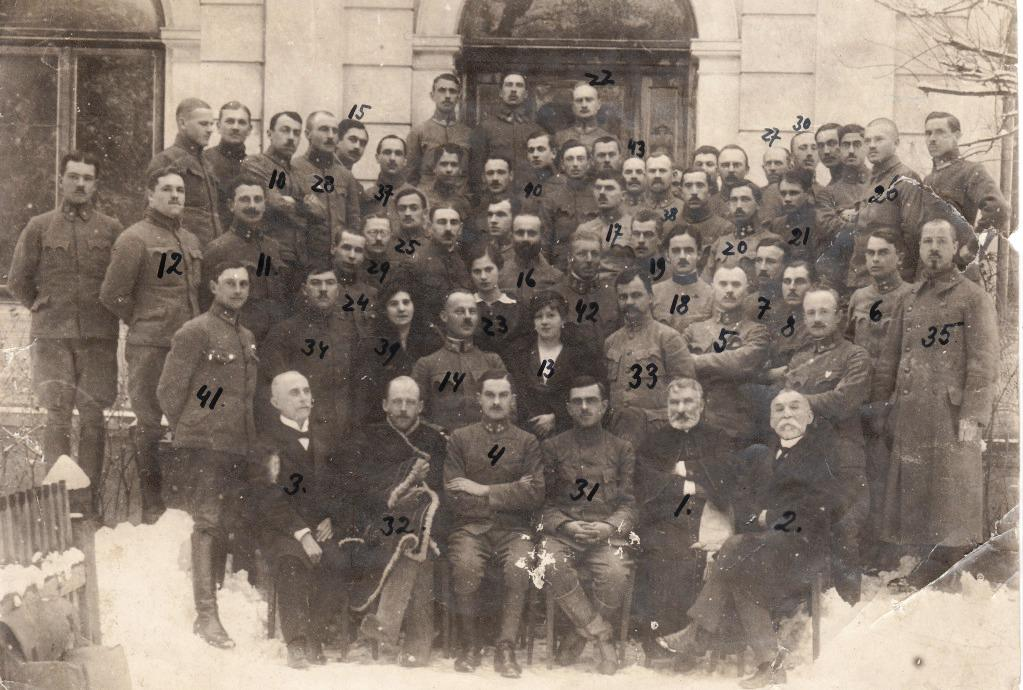
Діячі ЗУНР у Золочівському повіті, 1919. Цифрами на фото позначені: 1. о. Стефан Юрик 2. Михайло Балтарович 3. Гнат Дзерович 4. Ілля Цьокан 5. Теодор Ваньо 6. Пор. Юрій Жмур 7. Йосафат Фешур; між 6 і 8 Василь Пачовський 10. Пор. Мирон Дольницький 11. Олександр Малиновський 12. Петро Вовк 14.от. Северин Лещій 16. сот. Мирослав Янович 18. Кравс 19. Рудольф Фірер 23. Скобельська Анна 24. Пор. Теодор Дацків 25. Білач 26. Василь Сірко 27 Михайло Павлюк 29. сот. Іван Сітницький 30. Ольшанецький 31. Олександр Шаповал 32. Микола Какурін 33. Григорій Сиротенко 42. Гребенц. Зліва від № 40 Парнас Яків

Народився 1850 року у місті Глиняни. Навчався у Золочівській гімназії, а згодом на юридичному факультеті Віденського університету.
Працював суддею Окружного суду в Золочеві (1890–1914). Адвокат у Глинянах (1915–16), Золочеві (1916–18, 1921–33). Організатор читалень товариства “Просвіта“, місцевих осередків товариств “Сільський господар“ та “Українська бесіда“.
Державний повітовий комісар ЗУНР у Золочеві (11.1918–05.1919). Інтернований польською владою (1919–21). Адвокат у Золочеві (1921–33).
Помер у Золочеві.